# Apis mellifera lamarckii
Albina egipteană (Apis mellifera lamarckii) este o subspecie a albinei melifere, Apis mellifera.